# Zbigniew Endler
Zbigniew Wiktor Endler (ur. 17 września 1946 w Chodzieży, zm. 14 lutego 2020) – polski ekolog, prof. dr hab.

## Życiorys
Obronił pracę doktorską, w 1990 habilitował się na podstawie pracy zatytułowanej Charakterystyka i stanowisko systematyczne zbiorowisk świerkowych Mazur Garbatych. 20 czerwca 2000 nadano mu tytuł profesora w zakresie nauk biologicznych. Objął funkcję profesora nadzwyczajnego w Instytucie Politechnicznym Państwowej Wyższej Szkole Zawodowej w Elblągu. 
Pełnił funkcję profesora zwyczajnego w Wyższej Szkole Społecznej i Ekonomicznej w Gdańsku i w Katedrze Ekologii Stosowanej na Wydziale Nauk o Środowisku Uniwersytetu Warmińsko-Mazurskiego w Olsztynie.
Był kierownikiem Katedry Ekologii Stosowanej Wydziału Nauk o Środowisku Uniwersytetu Warmińsko-Mazurskiego w Olsztynie, a także prorektorem Wyższej Szkoły Społecznej i Ekonomicznej w Gdańsku.
Zmarł 14 lutego 2020 roku. Pochowany na cmentarzu komunalnym przy ul. Poprzecznej.